# Griechische Nationaloper

Die Griechische Nationaloper (griechisch Εθνική Λυρική Σκηνή) ist eine Kulturorganisation mit dem Ziel der Förderung des lyrischen Theaters, die seit 1939 in Athen ansässig ist. Seit 1994 und unter der Aufsicht des Kulturministeriums ist sie eine juristische Person des Privatrechts, seit 2017 ist sie dauerhaft im Kulturzentrum der Stavros Niarchos Foundation untergebracht. ELS präsentiert jährlich Opern-, Ballett- und Musiktheaterwerke, Operetten, Sinfoniekonzerte sowie sonderpädagogische Aufführungen für Kinder und Studierende.